# Sucesión al trono británico
La sucesión al trono británico sigue desde 2015 (ley de 2013) las reglas de la primogenitura absoluta: tienen preferencia los hijos nacidos en primer lugar con independencia de su sexo. Hasta esta fecha había seguido las reglas de la primogenitura, pero con preferencia del varón sobre la mujer: tenían prioridad los hijos sobre las hijas y los hermanos sobre las hermanas. Dado que la ley de 2013 no tiene efectos retroactivos, se mantuvo la prioridad sucesoria establecida (la princesa Ana habría adelantado a sus dos hermanos menores; pero fue de aplicación inmediata para todos los miembros de la familia real nacidos después del 20 de octubre de 2011).

## La sucesión
La sucesión en el Reino Unido se ha venido regulando por el Acta de Unión (1800), que restableció las previsiones del Acta de Establecimiento de 1701 y la Declaración de derechos (Bill of Rights de 1689). Las reglas de la primogenitura, se aplican, pero los que no sean descendientes legítimos de Sofía, electora de Hanóver, aquellos que hayan sido alguna vez católicos, o nacer de padres que no hayan estado casados al momento de su nacimiento, resultan eliminados en la línea de sucesión a la Corona.
Los primeros cuatro individuos (de 21 años de edad o mayores), en la línea de sucesión, así como el consorte del soberano, pueden ser nombrados consejeros de Estado. Los consejeros de Estado son individuos que desempeñan algunos de los deberes del monarca mientras se encuentra fuera de la nación o temporalmente incapacitado. Fuera de ello, los individuos en la línea de sucesión no necesitan tener unos deberes legales u oficiales específicos (aunque los miembros de la familia real británica a menudo los tienen).
Bajo las circunstancias por las que la monarquía es compartida por los quince países de la Mancomunidad de Naciones, la línea británica de sucesión está separada, pero es simétrica a las líneas de sucesión en los otros catorce países, a menos que la constitución del reino, específicamente se remita a las reglas de sucesión del Reino Unido.
Todas estas normas funcionaban de la forma y modo descritos hasta que, el 28 de octubre de 2011, los entonces dieciséis países miembros de la Commonwealth que tenían a la reina de Inglaterra como soberana aprobaron la propuesta del entonces primer ministro británico, David Cameron, de eliminar la preferencia masculina en el acceso al trono. La reforma entró en vigor el 26 de marzo de 2015, pero sin efectos retroactivos: solo se aplicó a los miembros de la familia real nacidos con posterioridad al año 2013. La primera vez que esta norma tuvo consecuencias fue al nacer en 2018 el príncipe Luis de Cambridge (tercer vástago del príncipe Guillermo), que continuó en la línea de sucesión por detrás de su hermana la princesa Carlota (nacida en 2015), en lugar de precederla, como habría sucedido de continuar en vigor la antigua norma.

## Línea de sucesión
Actual titular de la Corona: Carlos III, rey del Reino Unido de Gran Bretaña e Irlanda del Norte y soberano de los Reinos de la Mancomunidad de Naciones.
Sucesor al trono: Guillermo, príncipe de Gales.
- Rey Eduardo VII (1841-1910)
  -  Rey Jorge V (1865–1936)
    -  Rey Eduardo VIII (1894-1972)
    -  Rey Jorge VI (1895–1952)
      -  Reina Isabel II (1926–2022)
        -  Rey Carlos III (n. 1948)
          - (1) Guillermo, príncipe de Gales (n. 1982)
            - (2) Príncipe Jorge de Gales (n. 2013)
            - (3) Princesa Carlota de Gales (n. 2015)
            - (4) Príncipe Luis de Gales (n. 2018)

          - (5) Príncipe Enrique, duque de Sussex (n. 1984)
            - (6) Príncipe Archie de Sussex (n. 2019)
            - (7) Princesa Lilibet de Sussex (n. 2021)

        - (8) Príncipe Andrés, duque de York (n. 1960)
          - (9) Princesa Beatriz de York (n. 1988)
            - (10) Sienna Mapelli Mozzi (n. 2021)
            - (11) Athena Mapelli Mozzi (n. 2025)

          - (12) Princesa Eugenia de York (n. 1990)
            - (13) August Brooksbank (n. 2021)
            - (14) Ernest Brooksbank (n. 2023)

        - (15) Príncipe Eduardo, duque de Edimburgo (n. 1964)
          - (16) Jacobo, conde de Wessex (n. 2007)
          - (17) Lady Luisa Windsor (n. 2003)

        - (18) Ana, princesa real (n. 1950)
          - (19) Peter Phillips (n. 1977)
            - (20) Savannah Phillips (n. 2010)
            - (21) Isla Phillips (n. 2012)

          - (22) Zara Tindall (n. 1981)
            - (23) Mia Tindall (n. 2014)
            - (24) Lena Tindall (n. 2018)
            - (25) Lucas Tindall (n. 2021)

      - Princesa Margarita, condesa de Snowdon (1930–2002)
        - (26) David Armstrong-Jones, II conde de Snowdon (n. 1961)
          - (27) Charles Armstrong-Jones, vizconde Linley (n. 1999)
          - (28) Lady Margarita Armstrong-Jones (n. 2002)

        - (29) Lady Sarah Chatto (nacida Armstrong-Jones; n. 1964)
          - (30) Samuel Chatto (n. 1996)
          - (31) Arthur Chatto (n. 1999)

    - Príncipe Enrique, duque de Gloucester (1900–1974)
      - (32) Príncipe Ricardo, duque de Gloucester (n. 1944)
        - (33) Alexander Windsor, conde de Úlster (n. 1974)
          - (34) Xan Windsor, barón Culloden (n. 2007)
          - (35) Lady Cosima Windsor (n. 2010)

        - (36) Lady Davina Lewis (nacida Windsor; n. 1977)
          - (37) Senna Lewis (n. 2010)
          - (38) Tāne Lewis (n. 2012)

        - (39) Lady Rose Gilman (nacida Windsor; n. 1980)
          - (40) Lyla Gilman (n. 2010)
          - (41) Rufus Gilman (n. 2012)

    - Príncipe Jorge, duque de Kent (1902–1942)
      - (42) Príncipe Eduardo, duque de Kent (n. 1935)
        - (43) George Windsor, conde de St. Andrews (n. 1962)
          - Edward Windsor, lord Downpatrick (n. 1988) - Excluido, por profesar la religión católica
          - Lady Marina Windsor (n. 1992) - Excluida, por profesar la religión católica
          - (44) Lady Amelia Windsor (n. 1995)

        - Lord Nicholas Windsor (n. 1970) - Excluido, por profesar la religión católica
          - Albert Windsor (n. 2007) - Excluido, por haber sido bautizado como católico
          - Leopold Windsor (n. 2009) - Excluido, por haber sido bautizado como católico
          - Louis Windsor (n. 2014) - Excluido, por haber sido bautizado como católico

        - (45) Helen Taylor (nacida Windsor; n. 1964)
          - (46) Columbus Taylor (n. 1994)
          - (47) Cassius Taylor (n. 1996)
          - (48) Eloise Taylor (n. 2003)
          - (49) Estella Taylor (n. 2004)

      - (50) Príncipe Miguel de Kent (n. 1942)
        - (51) Lord Frederick Windsor (n. 1979)
          - (52) Maud Windsor (b. 2013)
          - (53) Isabella Windsor (n. 2016)

        - (54) Lady Gabriella Kingston (n. 1981)

      - (55) Princesa Alejandra, la honorable lady Ogilvy (n. 1936)
        - (56) James Ogilvy (n. 1964)
          - (57) Alexander Ogilvy (n. 1996)
          - (58) Flora Vesterberg (nacida Ogilvy; n. 1994)

        - (59) Marina Mowatt (nacida Ogilvy; n. 1966)
          - (60) Christian Mowatt (n. 1993)
          - (61) Zenouska Mowatt (n. 1990)

    - María, princesa real (1897-1965)
      - George Lascelles, VII conde de Harewood (1923-2011)
        - (62) David Lascelles, VIII conde de Harewood (n. 1950)
          - Benjamin Lascelles (n. 1978) - Excluido, debido a que sus padres no estaban casados a fecha de su nacimiento
            - Mateo Lascelles (n. 2013) - Excluido, debido a la exclusión de su padre

          - (63) Alexander Lascelles, vizconde Lascelles (n. 1980)
            - Leo Lascelles (n. 2008) - Excluido, debido a que sus padres no estaban casados a fecha de su nacimiento
            - (64) Ivy Lascelles (n. 2018)
            - (65) Kit Lascelles (n. 2023)

          - (66) Edward Lascelles (n. 1982)
            - (67) Sebastian Lascelles (n. 2020)

          - Emily Shard (nacida Lascelles) (n. 1975) - Excluida, debido a que sus padres no estaban casados a fecha de su nacimiento
            - Isaac Shard (n. 2009) - Excluido, debido a la exclusión de su madre
            - Ida Shard (n. 2009) - Excluida, debido a la exclusión de su madre
            - Otis Shard (n. 2011) - Excluida, debido a la exclusión de su madre

        - (68) James Lascelles (n. 1953)
          - (69) Rowan Lascelles (n. 1977)
          - (70) Tewa Lascelles (n. 1985)
            - (71) Fran Lascelles (n. 2014)

          - (72) Sophie Lascelles (n. 1973)
            - Lilianda Pearce (n. 2010) - Excluida, debido a que sus padres no estaban casados a fecha de su nacimiento

          - Tanit Lascelles (n. 1981) - Excluida, debido a que sus padres no estaban casados a fecha de su nacimiento

        - (73) Jeremy Lascelles (n. 1955)
          - (74) Thomas Lascelles (n. 1982)
            - (75) Cleo Lascelles (n. 2017)
            - (76) Celeste Lascelles (n. 2020)

          - (77) Ellen Lascelles (n. 1984)
            - Jack Hermans (n. 2016) - Excluido, debido a que sus padres no estaban casados a fecha de su nacimiento
            - Penny Hermans (n. 2018) - Excluida, debido a que sus padres no estaban casados a fecha de su nacimiento

          - (78) Amy Lascelles (n. 1986)
            - (79) Marlow Fox Bolton (n. 2020)

          - (80) Tallulah Lascelles (n. 2005)

        - Mark Lascelles (n. 1964) - Excluido, debido a que sus padres no estaban casados a fecha de su nacimiento
          - Charlotte Lascelles (n. 1996) - Excluida, debido a la exclusión de su padre
          - Imogen Lascelles (n. 1998) - Excluida, debido a la exclusión de su padre
          - Miranda Lascelles (n. 2000) - Excluida, debido a la exclusión de su padre

      - Gerald Lascelles (1924-1998)
        - (81) Henry Lascelles (n. 1953)
          - (82) Maximilian Lascelles (n. 1991)

        - Martin Lascelles (n. 1962) - Excluido, debido a que sus padres no estaban casados a fecha de su nacimiento
          - Georgina Lascelles (n. 1988) - Excluida, debido a que sus padres no estaban casados a fecha de su nacimiento
          - Alexander Lascelles (n. 2002) - Excluido, debido a la exclusión de su padre

  - Luisa, duquesa de Fife (1867-1931)
    - Maud, condesa de Southesk (1893-1945)
      - James Carnegie, III duque de Fife (1929-2015)
        - (83) David Carnegie, IV duque de Fife (n. 1961)
          - (84) Charles Duff Carnegie, conde de Southesk (n. 1989)
            - (85) Lady Chloe Carnegie (n. 2022)
            - (86) Lady Chiara Carnegie (n. 2025)

          - (87) Lord George Carnegie (n. 1991)
          - (88) Lord Hugh Carnegie (n. 1993)

        - (89) Lady Alexandra Etherington (nacida Carnegie; n. 1959)
          - (90) Amelia Etherington (n. 2001)

  - Maud de Gales (1869-1938)
    - Rey Olaf V de Noruega (1903-1991)
      - (91) Rey Harald V de Noruega (n. 1937)
        - (92) Haakon Magnus, principe heredero de Noruega (n. 1973)
          - (93) Príncipe Sverre de Noruega (n. 2005)
          - (94) Princesa Ingrid Alexandra de Noruega (n. 2004)

        - (95) Princesa Marta Luisa de Noruega (n. 1971)
          - (96) Maud Angélica Behn (n. 2003)
          - (97) Leah Isadora Behn (n. 2005)
          - (98) Emma Tallulah Behn (n. 2008)

      - Princesa Ragnhild de Noruega (1939-2012)
        - (99) Haakon Lorentzen (n. 1954)
          - (100) Olav Lorentzen (n. 1985)
            -  (101) Salvador Lorentzen (n. 2023)

          - (102) Christian Lorentzen (n. 1988)
            - (103) Thomas Lorentzen (n. 2022)

          - (104) Sophia Lorentzen (n. 1994)

        - (105) Ingeborg Lorentzen (n. 1957)
          - (106) Victoria Lorentzen Ribeiro (n. 1988)
            - (107) Frederik Lorentzen Falcão (n. 2016)
            - (108) Alice Lorentzen Falcão (n. 2022)

        - (109) Ragnhild Lorentzen (n. 1968)
          - (110) Alexandra Lorentzen Long (n. 2007)
          - (111) Elizabeth Lorentzen Long (n. 2011)

      - (112) Princesa Astrid de Noruega
        - (113) Alexander Ferner (n. 1965)
          - Edward Ferner (n. 1996) - Excluido, debido a que sus padres no estaban casados a fecha de su nacimiento
          - (114) Stella Ferner (n. 1998)

        - (115) Carl-Christian Ferner (n. 1972)
          - (116) Fay Slattum Ferner (n. 2018)
          - (117) Fam Slattum Ferner (n. 2021)

        - (118) Cathrine Ferner (n. 1962)
          - (119) Sebastian Ferner Johansen (n. 1990)
            - Nicoline Johansen (n. 2019) - Excluida, debido a que sus padres no estaban casados a fecha de su nacimiento
            - Ferdinand Johansen (n. 2021) - Excluido, debido a que sus padres no estaban casados a fecha de su nacimiento

          - (120) Madeleine Ferner Johansen (n. 1993)
            - (121) Hermine Karlsen (n. 2023)

        - (122) Benedikte Ferner (n. 1963)
        - (123) Elisabeth Ferner (n. 1969)
          - (124) Benjamin Ferner Beckmann (n. 1999)